# Рябцев, Андрей Владимирович
Андрей Владимирович Рябцев (27 июня 1999, Москва, Россия — 28 октября 2023, Авдеевка, Украина) — российский военнослужащий, гвардии лейтенант, Герой Российской Федерации (2024, посмертно).

## Биография
Андрей Рябцев родился 27 июня 1999 года в Москве. Учился в школе № 1409 города Москвы.
С 2014 года участвовал в поисковом движении, состоял в московском поисковом отряд «Возвращение».
В Вооружённых силах РФ с августа 2017 года.
Летом 2021 года закончил обучение в Московское высшем военном командном училище. После училища проходил службу в 15 гвардейской отдельной александрийской мотострелковой бригаде, в должности командира мотострелковой роты.
С 24 февраля 2022 года принимал участие во вторжении России на Украину. В апреле 2022 года получил первое ранение. В сентябре 2022 года вновь возвратился в зону боевых действий, где в феврале 2023 года получил второе ранение. Андрей Владимирович Рябцев погиб 28 октября 2023 года при проведении наступательной операции, во время штурма населённого пункта Петровское, командуя штурмовой группой.
Похоронен в Московской области на кладбище Куприяниха, городского округа Домодедово. Отпевание состоялось в храме Живоначальной Троицы в Орехово-Борисово.

## Награды
Указом Президента России Владимира Путина от 5-го февраля 2024 года за «мужество и героизм, проявленные при выполнении боевого задания» удостоен звания Героя Российской Федерации
- орден Мужества
- Медаль «За отвагу» (Россия)
- Медаль Суворова

## Общественные почести
- 17 апреля 2024 года в школе № 1409 состоялось торжественное открытие Парты Героя, посвященной Андрею Рябцеву[5]